# 森岡元徳
森岡 元徳（もりおか もとのり）は、江戸時代中期の弘前藩士。

## 生涯
享保20年（1735年）、森岡元隆の次男として誕生。宝暦元年（1751年）4月に兄・元生が死去、家督と寄合格1000石を継いだ。
同2年（1752年）大組武頭、同4年（1754年）表書院大番頭となり、同7年（1757年）参政となる。同9年（1759年）、祖先・森岡信元の所持品「来金道の脇差」を信元が殺害された久渡寺に寄贈し、通称を信元と同じ金吾に改名した。
明和8年（1771年）に家老となるも、飢饉の連続に対して庶民の救済をせず、藩主に虚偽の報告をして特定商人と結び、贅沢にふけっていた。天明4年（1784年）、家老を免職となり、知行を300石に減らされ、蟄居させられた。翌年（1785年）、罪を詫び、自宅の物置で自害した。
なお、久渡寺（青森県弘前市）に現存する円山応挙の幽霊画「返魂香之図」について、2021年、弘前市文化財審議委員の調査で絵のモデルが元徳が亡くした妾「國（くに）」である可能性が高いことが判明した。